# Giovanni Baratta

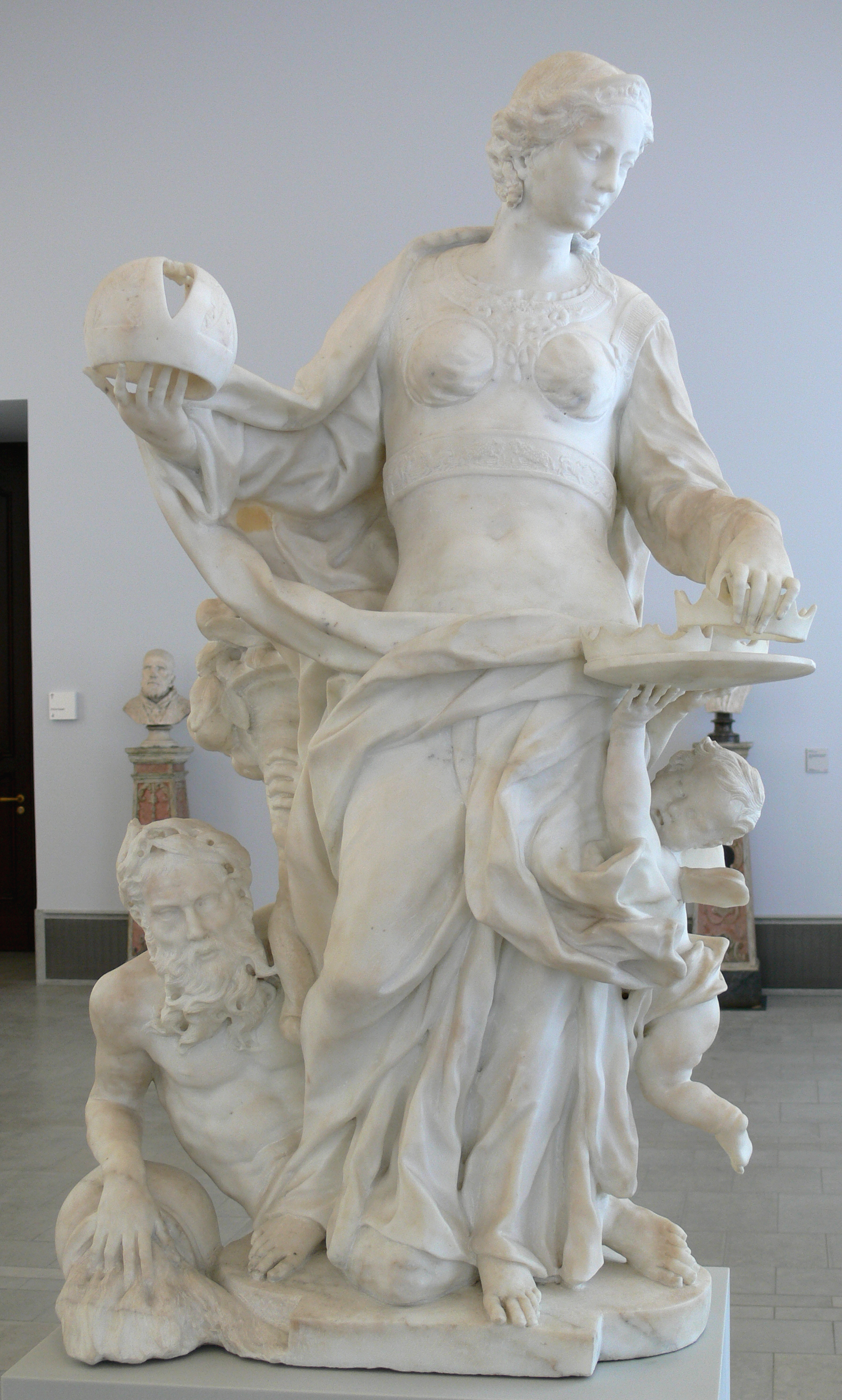
Alegoría de Lombardía (Museo Bode, Berlín.

Giovanni Baratta (Carrara 1670 - 1747) fue un escultor italiano del período Barroco. Nacido en Carrara, pero activo en Florencia y Livorno. Fue alumno de Giovanni Battista Foggini. Fue el sobrino de Francisco Baratta el viejo, que trabajó en el estudio de Bernini en Roma. Giovanni tuvo dos hermanos que también fueron escultores: Francesco Baratta el Joven y Pietro. Tiene esculturas en la Iglesia de San Ferdinando en Livorno